# Team America
Team America är en amerikansk satirisk dockfilm från 2004. Ett gäng världspoliser baserade i USA åker omkring i världen och dödar terrorister och ställer till oordning. I händelser och dialoger parodierar filmen på klassiska hollywoodfilmer. Amerikanska skådespelare förlöjligas gång på gång. Ett exempel på det är Screen Actors Guild (SAG), som är omdöpt till Film Actors Guild ("Fag" är ett amerikanskt nedlåtande uttryck för en homosexuell man).

## Handling
Filmen börjar med att terrorister planerar att slå till i Paris. De stoppas överraskande av Team America, som anländer till platsen i diverse modifierade fordon och lägger under stridens gång Paris i ruiner; bland annat reduceras Eiffeltornet, Louvren och Triumfbågen till grus. En av teamets medlemmar, Carson, friar till en annan medlem, Lisa, mitt i ruinhögen av det som en gång var Paris. Carson blir dock skjuten av en terrorist och dör av sviterna av sina skador.
Broadwayskådespelaren Gary är tyngd av skuldkänslor efter att hans bror hoppade ner i en gorillabur för att rädda honom då de var barn. Brodern hade blåbär i fickan vilket gjorde gorillorna galna, och innan vakterna han gasa dem, hade de dödat honom.
Tyngd över detta, kan Gary få vilken publik som helst att gråta till sitt nummer i musikalen "Lease", vilket är en uppenbar parodi på succémusikalen Rent. Efter att ha gjort succé med låten "Everyone has AIDS", hämtas han upp av ledaren för Team America, Spottswoode, i en modifierad Lamborghini Diablo som kan förvandlas till ett jetplan. Spottswode erbjuder honom att bli spion för Team America. Han för Gary till högkvarteret i Mount Rushmore där han presenteras för de övriga medlemmarna och datorn I.N.T.E.L.L.I.G.E.N.C.E. Efter mycket tänkande och en rundtur i Washington D.C. går han med på att gå med i Team America.
Efter en misslyckad räd i Egypten, där flera landmärken såsom pyramiderna, sfinxen och Konungarnas dal sprängs i småbitar efter en intensiv jakt på några mindre viktiga småterrorister inträffar ett stort terrordåd vid Panamakanalen, vilket dödar tusentals. Gary får omedelbart skuldkänslor och hoppar av teamet och försöker dränka sina sorger i alkohol.
Under tiden får vi följa Kim Jong Il, som tillsammans med den nyskapade skådespelarsammanslagningen F.A.G som leds av Alec Baldwin, planerar en stor attack med kärnvapen och andra massförstörelsevapen världen över.

## Om filmen
Team America är gjord av Matt Stone och Trey Parker, skaparna bakom South Park. Filmen använder sig av marionettdockor, likt de som används i Thunderbirds. Huvudsakligen driver filmen med USA:s krig mot terrorn och deras status som "världspolis".
Verkliga personer som dyker upp i filmen som dockor är Michael Moore, Alec Baldwin, Sean Penn, Tim Robbins, Helen Hunt, George Clooney, Liv Tyler, Martin Sheen, Susan Sarandon, Janeane Garofalo, Matt Damon, Samuel L. Jackson, Danny Glover, Ethan Hawke, Kim Jong-il, Peter Jennings, och Hans Blix.

## Röster (originalversion, i urval)
- Trey Parker - Gary Johnston/Joe/Hans Blix/Kim Jong Il/Carson/Drunk/Tim Robbins/Sean Penn/Michael Moore/Helen Hunt
- Matt Stone - Chris/George Clooney/med flera
- Kristen Miller - Lisa
- Masasa Moyo - Sarah
- Daran Norris - Spottswoode
- Phil Hendrie - Intelligence
- Maurice LaMarche - Alec Baldwin
- Chelsea Magritte - French Mother
- Jeremy Shada - Jean Francois
- Fred Tatasciore - Samuel L. Jackson